# ویکتور ابویموف
ویکتور ابویموف (انگلیسی: Viktor Aboimov؛ زادهٔ ۱۴ سپتامبر ۱۹۴۹) شناگر اهل اتحاد جماهیر شوروی سوسیالیستی بود.
وی در مسابقات کشوری و بین‌المللی در مجموع برندهٔ ۲ مدال نقره شده‌است.